# Кодекс Рохонци

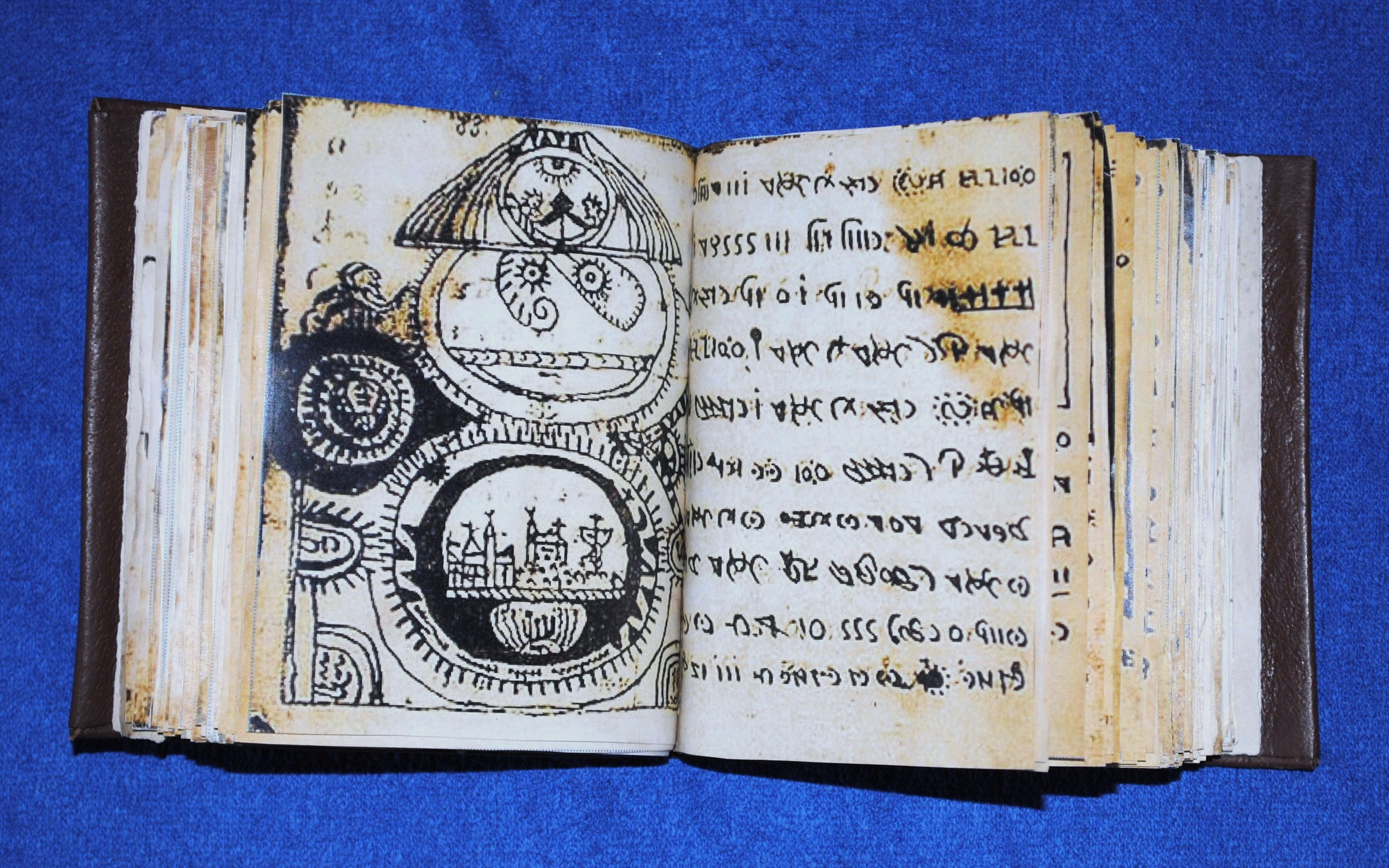
Копия рукописи

Кодекс Рохо́нци (венг. Rohonci kódex) — иллюстрированная рукопись, написанная неизвестным автором на неизвестном языке, появившаяся в Венгрии в первой половине XIX века.

## История

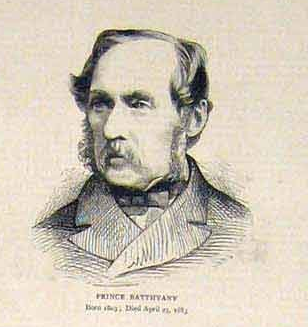
граф Густав Баттьяни (1803—1883), в библиотеке которого была обнаружена рукопись.

Кодекс получил название в честь небольшого городка Рохонци (ныне Рехниц, Австрия) на бывшей территории Королевства Венгрия, где он хранился в составе библиотеки венгерского графа Густава Баттьяни.
В 1838 году граф передал свою библиотеку в дар Венгерской академии наук, где рукопись впервые привлекла к себе внимание учёных и любителей.
Ранняя история рукописи неизвестна, в частности, нет никаких сведений о том, как она попала в библиотеку графа. Известно, что обширная библиотека семьи Баттьяни подвергалась неоднократной частичной инвентаризации, однако в документах не найдено записей, которые можно убедительно соотнести с рукописью. Возможное указание на кодекс содержится в записи 1743 года библиотеки Баттьяни, где упоминается книга «Венгерские молитвы, том 1, формат 12» (венг. Magyar imádságok, volumen I. in 12). Предполагаемое религиозное содержание кодекса и его размер согласуются с этой записью, но книги подобного формата были распространены в то время, так что это может быть лишь случайным совпадением.

## Описание

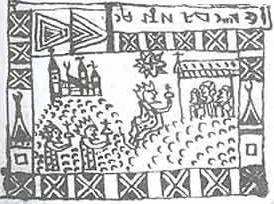
Одна из иллюстраций кодекса

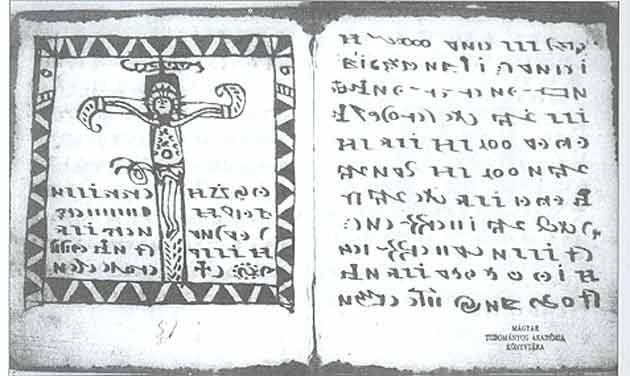
Предположительно, изображение распятого Иисуса

Кодекс состоит из 448 бумажных страниц размером 12х10 см, каждая из которых содержит от девяти до четырнадцати строк неизвестных символов. Помимо текста он содержит 87 иллюстраций различных религиозных, светских и военных сцен. Иллюстрации кодекса указывают на среду, в которой, по всей видимости, сосуществовали христианство, буддизм и ислам, поскольку в нём одновременно присутствуют символы креста, полумесяца и свастики.
В тексте используется большое количество различных символов (по некоторым подсчётам — 792), которое примерно в десять раз превышает известные алфавиты, но большинство символов используются редко, из-за чего текст рукописи может представлять собой слоговое или логографическое письмо наподобие китайских иероглифов. Текст предположительно написан справа-налево.
Изучение материала, из которого изготовлен кодекс, привело венгерских учёных к выводу, что это венецианская бумага, изготовленная в 1530-х годах. Однако судить о содержании текста на этом основании следует с осторожностью, поскольку он мог быть как скопирован с более раннего источника, так и бумага могла быть использована спустя длительное время после её изготовления.
На страницах рукописи также содержатся различные заметки от ранних исследователей, которые не могли понять, о чем говорится в тексте, или думали, что смогли расшифровать его.

## Авторство
В 1866 году венгерский историк Карой Сабо предположил, что кодекс является мистификацией трансильванского антиквара Самуила Литерати Немеша (1794—1842), известного в качестве создателя ряда исторических подделок (в основном изготовленных в 1830-х годах), которые смогли ввести в заблуждение некоторых венгерских учёных того периода. Данное предположение с тех пор было поддержано многими венгерскими учёными, несмотря на отсутствие каких-либо доказательств, подтверждающих связь кодекса с этим человеком.

## Теории о содержании
Над расшифровкой манускрипта в XIX веке бились отец и сын Иречеки, Михай Мункачи, лучшие филологи Восточной Европы. Высказывались мнения о том, что кодекс написан на языке даков, шумеров либо других древних народов, но они не получили поддержки в научном сообществе.
28 мая 2018 журнал «Криптология» опубликовал статью Левенте Золтана Кирая (Levente Zoltán Király), специалиста по компьютерным наукам  Будапештского университета и Университета им. Гаспара Кароли Реформатской церкви Венгрии, написанную им совместно с  Габором Токай (Gábor Tokai) — специалистом по археологии  и истории искусств Венгерской национальной галереи, под названием «Cracking the Сode of the Rohonc Codex» («Взлом кода Кодекса Рохонци»).
Это первая публикация из планируемых авторами нескольких статей, посвященных детальному описанию содержания, поиска и применения кодов для дешифровки манускрипта.
Профессиональное сообщество криптологов признало предложенный авторами вариант дешифровки наиболее интересным среди всех имеющихся на сегодняшний день. По мнению Кирая и Токай, кодекс написан на искусственном языке и содержит пересказ Библии и некоторых апокрифических историй.